# Topobea arboricola
Topobea arboricola är en tvåhjärtbladig växtart som beskrevs av Frank Almeda. Topobea arboricola ingår i släktet Topobea och familjen Melastomataceae.
Artens utbredningsområde är Panamá. Inga underarter finns listade i Catalogue of Life.